# Traité de Maastricht
Pour les articles homonymes, voir Traité de Maastricht (homonymie).
Cet article parle en détail du traité de Maastricht comme traité modificatif du traité instituant la Communauté économique européenne en traité instituant la Communauté européenne. Il aborde de manière plus synthétique le traité de Maastricht comme traité instituant l'Union européenne, qui fait l'objet d'un article spécifique couvrant les versions de Maastricht (1993), d'Amsterdam (1999) et de Nice (2003). L'article traité sur l'Union européenne le décrit dans sa forme actuelle datant du traité de Lisbonne depuis 2009.
Le traité de Maastricht [maːˈstrɪxt] , officiellement le traité sur l'Union européenne, est le traité fondateur de l'Union européenne. Il structure l'Union européenne autour de trois piliers : les Communautés européennes, la politique étrangère et de sécurité commune, et la coopération policière et judiciaire en matière pénale. Le traité institue également une citoyenneté européenne, renforce les pouvoirs du Parlement européen et institue l'Union économique et monétaire.
Sur le plan juridique, le traité de Maastricht est à la fois un traité fondateur, établissant le traité sur l'Union européenne, et un traité modificatif. Il modifiera en premier lieu le traité instituant la Communauté économique européenne (CEE, à Rome en mars 1957) qui deviendra le traité instituant la Communauté européenne (TCE) mais également les traités instituant la Communauté européenne du charbon et de l'acier (CECA en 1951) et la Communauté européenne de l'énergie atomique (Euratom, à Rome en 1957).

## Genèse du traité
Le traité de Maastricht constitue une des étapes fondamentales de la construction européenne. Il est le fruit d'une double dynamique, celle de l'union économique et monétaire, de l'achèvement de la mise en place du marché unique et de l'extension du champ communautaire d'une part, et celle de la construction politique de l'Europe dans le contexte de la réunification allemande faisant suite à l'effondrement du bloc soviétique marquant la fin de la guerre froide d'autre part.

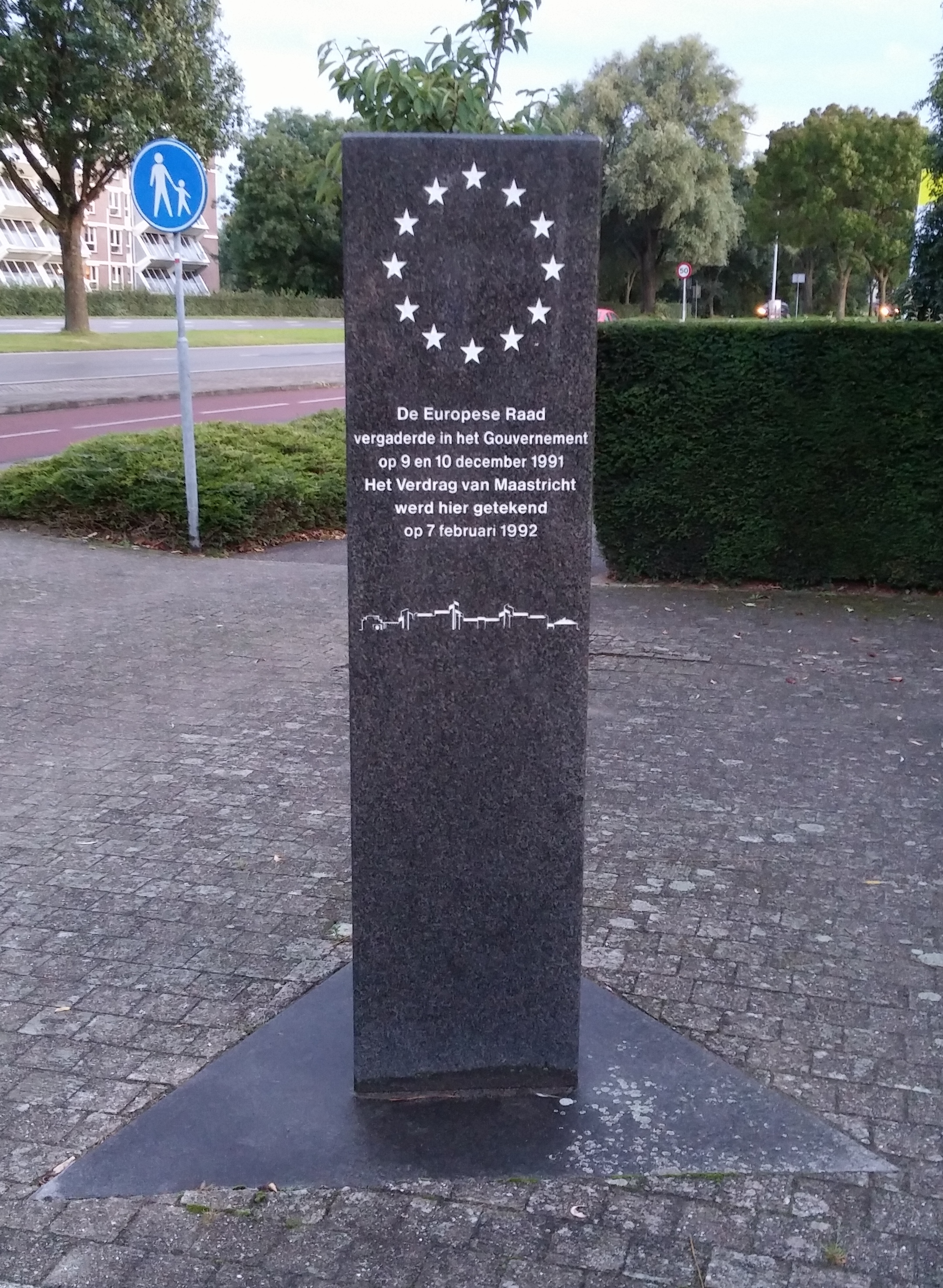
Mémorial commémorant la signature du traité devant le bâtiment de la province de Limbourg à Maastricht aux Pays-Bas.

Dans la continuité de l'Acte unique européen de 1986, les douze pays membres de la CEE s'engagent sur la voie de la poursuite de l'Union économique et monétaire et du développement de leur union politique. Le Conseil européen, auquel l'Acte unique a fourni une base juridique, va impulser cette double dynamique qui marque d'une empreinte forte le paysage géopolitique mondial des années 1990.
Dans un premier temps, le Conseil européen de Hanovre de juin 1988 confirme l'objectif de la réalisation progressive de l’Union économique et monétaire et charge un Comité dirigé par Jacques Delors, président de la Commission européenne, d'étudier les étapes concrètes devant mener à cette union,. Remis en avril 1989, le rapport de ce Comité approuvé par la Commission pose l’objectif de l’Union économique et monétaire, caractérisée par la fixité définitive des taux de change puis la création d’une monnaie unique, et propose un plan de réalisation en trois étapes dont les deux dernières requièrent la modification des traités existants,.
Sur la base de ce rapport, le Conseil européen de Madrid de juin 1989 affirme sa « détermination de réaliser progressivement l’Union économique et monétaire », précise que « dans sa réalisation on devra tenir compte du parallélisme entre les aspects économiques et monétaires », décide que la première étape devrait commencer le 1er juillet 1990 et fait commencer les travaux préparatoires à une Conférence intergouvernementale (CIG) chargée de définir les modalités des étapes suivantes et de préparer la révision majeure du traité instituant la Communauté économique européenne (ou traité de Rome).
Le Conseil européen de Strasbourg des 8 et 9 décembre 1989 se déroule sous la présidence de François Mitterrand dans un contexte géopolitique nouveau après la chute du mur de Berlin un mois auparavant. Après de longues négociations, le Conseil parvient sur la réunification de l'Allemagne à un texte par lequel les Douze déclarent rechercher « le renforcement de l'état de paix en Europe dans lequel le peuple allemand retrouvera son unité à travers une libre autodétermination. Ce processus doit se réaliser pacifiquement et démocratiquement [...] et se situer dans la perspective de l'intégration européenne. » Le Conseil parvient aussi à un accord sur la convocation d'une conférence inter-gouvernementale sur l'union économique et monétaire (UEM) chargée de préparer un nouveau traité avant la fin 1990. En échange de ce qui peut s'interpréter comme un soutien de l'Europe à la réunification de l'Allemagne, Helmut Kohl accepte de s'engager irrévocablement sur la voie de l'UEM et donc à terme sur la disparition du Deutsche Mark auquel son pays est très attaché.
Malgré les réticences de Margaret Thatcher, le Conseil européen extraordinaire de Dublin du 28 avril 1990 donne un élan décisif à l'union politique et à l'UEM. Helmut Kohl y reçoit un soutien sans réserve à sa politique de réunification rapide de l'Allemagne et par conséquent d'intégration de l'ex-RDA au sein de l'Allemagne dans la CEE. Les Douze décident que le traité instaurant l'union économique et monétaire (UEM) devra pouvoir être mis en œuvre en 1993 et déclarent vouloir franchir de nouveaux pas décisifs vers l'union politique. Le Conseil européen de Dublin, les 25 et 26 juin 1990, décide de convoquer une conférence intergouvernementale sur l'union politique en parallèle de la conférence intergouvernementale sur l'UEM déjà décidée et fixe leur lancement au 14 décembre 1990.
Les négociations aboutissent un an plus tard au traité sur l'Union européenne qui est approuvé par le Conseil européen réuni à Maastricht les 9 et 10 décembre 1991 et signé dans cette même ville le 7 février 1992.

## Ratification difficile du traité
Le processus de ratification semble initialement ne pas devoir soulever de difficulté majeure, en raison notamment du fait que le Royaume-Uni et le Danemark ont obtenu les dérogations qu'ils souhaitaient avant de signer le traité. Les Douze escomptent que ce sera chose faite en décembre 1992. Mais l'échec d'un premier référendum au Danemark, la victoire de justesse du « oui » en France et des difficultés inattendues en Allemagne et au Royaume-Uni vont retarder jusqu'au 1er novembre 1993 l'entrée en vigueur du traité.
En France, le 9 avril 1992, le Conseil constitutionnel indique qu'une révision de la Constitution est nécessaire pour permettre la ratification du traité. Le Parlement réuni en congrès adopte alors, le 23 juin 1992, une loi constitutionnelle qui crée un titre XIV intitulé « Des communautés européennes et de l'Union européenne ». Le Conseil constitutionnel reconnaît dans une décision du 2 septembre la compatibilité de la Constitution ainsi révisée avec le traité. Un référendum autorise la ratification du traité le 20 septembre 1992. Avec une participation de 69,70 %, le « oui » l'emporte avec 51,05 % des suffrages exprimés. Enfin le Conseil constitutionnel, dans une troisième décision rendue le 23 septembre 1992, déclare qu'il ne peut, dans le cadre des attributions que lui confère la Constitution, contrôler l'autorisation de ratification, car celle-ci a été adoptée par référendum.
| État membre | Ratification par le Parlement | Ratification par Réferendum | Remarques |
| ----------- | ----------------------------- | --------------------------- | --- |
| Allemagne   | 2 décembre 1992               |                             | La Cour constitutionnelle rejette le 12 octobre 1993 les recours déposés |
| Belgique    | 17 juillet 1992               |                             | |
| Danemark    |                               | 18 mai 1993                 | Referendum du 2 juin 1992, le non l'emporte avec 50,7 % des suffrages Deuxième référendum, après négociation de quatre options de retrait, le oui l'emporte avec 56,7 % des voix |
| Espagne     | 29 octobre 1992               |                             | |
| France      |                               | 20 septembre 1992           | Le oui l'emporte avec 51,04 % des voix |
| Grèce       | 31 juillet 1992               |                             | |
| Irlande     |                               | 18 juin 1992                | Le oui l'emporte avec 68,7 % des suffrages |
| Italie      | 29 octobre 1992               |                             | |
| Luxembourg  | 2 juillet 1992                |                             | |
| Pays-Bas    | 12 novembre 1992              |                             | |
| Portugal    | 10 décembre 1992              |                             | |
| Royaume-Uni | 20 mai 1993                   |                             | Ratification retardée jusqu'après le deuxième référendum danois |

## Structure du traité
Le traité de Maastricht contient sept titres qui structurent l'Union européenne autour d'un cadre commun et de trois piliers :
- Le cadre commun, fondateur de l'Union européenne, couvert par les dispositions communes du titre I (articles A à F) et par les dispositions finales du titre VII (articles L à S) ;
- Le premier pilier relatif aux communautés européennes, héritées de la Communauté économique européenne (CEE), de la Communauté européenne du charbon et de l'acier (CECA), et d'Euratom, couvertes respectivement par le Titre II (article G) qui modifie le traité de Rome de 1957 qui instituait la CEE, renommée en Communauté européenne, le Titre III (article H) qui modifie le traité instituant la CECA et le titre IV (article I) qui modifie le traité instituant Euratom ;
- Le second pilier, entièrement nouveau, relatif à la politique étrangère et de sécurité commune (la PESC), couvert par le titre V (article J) ;
- Le troisième pilier, également nouveau, relatif à la coopération policière et judiciaire en matière pénale, couvert par le titre VI (article K).

Les sept titres sont complétés par 17 protocoles annexes, parmi lesquels ceux relatifs aux statuts du système européen de banques centrales, de la Banque centrale européenne, de l'Institut monétaire européen, à la procédure concernant les déficits excessifs, aux critères de convergence, et à la cohésion économique et sociale.
Enfin le traité comporte 33 « déclarations » annexées à l'Acte final.

## Contenu du traité de Maastricht

### Fondation de l'Union européenne
Le traité de Maastricht marque la fondation de l'Union européenne qu'il définit comme reposant sur trois piliers : les Communautés européennes, la politique étrangère et de sécurité commune (PESC) et la coopération policière et judiciaire en matière pénale. Il marque une nouvelle étape dans l'intégration européenne puisqu'il permet le lancement de l'intégration politique et crée une citoyenneté européenne.
L'Acte unique européen de 1986 avait institutionnalisé le Conseil européen sans avoir défini son rôle. L'article D du traité de Maastricht consacre formellement le rôle politique du Conseil européen qui chapeaute l'Union européenne : « le Conseil européen donne à l'Union les impulsions nécessaires et en définit les orientations politiques générales ».
Anticipant sur une nécessaire révision de ce traité à échéance de quelques années seulement, l'article N prévoit la réunion d'une conférence intergouvernementale (CIG) en 1996. Celle-ci débouchera sur le traité d'Amsterdam.

### Établissement de la Communauté européenne par modification du traité instituant la CEE
L'article G du traité de Maastricht modifie en profondeur le traité instituant la Communauté économique européenne, qui devient alors le traité instituant la Communauté européenne. Cet article comporte pas moins de 86 paragraphes.
L'article 1 dispose que dans tout le traité, les termes « Communauté économique européenne » sont remplacés par les termes « Communauté européenne ».
| TCEE modifié | TCEE modifié                                      | TCE | TCE                                               | TCE        | § Art.G |
| #            | Partie du traité                                  | #   | Partie du traité                                  | Article    | § Art.G |
| ------------ | ------------------------------------------------- | --- | ------------------------------------------------- | ---------- | ------- |
| 1            | Principes                                         | 1   | Principes                                         | 1 à 7      | 2 à 8   |
| 1            | Principes                                         | 2   | La citoyenneté de l'Union                         | 8          | 9       |
| 2            | Les fondements de la Communauté                   | 3   | Les politiques de la Communauté                   | 9 à 130    | 10 à 38 |
| 3            | La politique de la Communauté                     | 3   | Les politiques de la Communauté                   | 9 à 130    | 10 à 38 |
| 4            | L'association des pays et territoires d'outre-mer | 4   | L'association des pays et territoires d'outre-mer | 131 à 136  |         |
| 5            | Les institutions de la Communauté                 | 5   | Les institutions de la Communauté                 | 137 à 209A | 39 à 77 |
| 6            | Les dispositions générales et finales             | 6   | Les dispositions générales et finales             | 210 à 248  | 78 à 86 |

#### Première partie: principes
La première partie du TCEE « Les principes » est modifiée par les paragraphes 2 à 8 de l'article G.
Le paragraphe 2 définit que « la Communauté a pour mission, par l'établissement d'un marché commun, d'une union économique et monétaire et par la mise en œuvre des politiques ou des actions communes visées aux articles 3 et 3 A, de promouvoir un développement harmonieux et équilibré des activités économiques dans l'ensemble de la Communauté, une croissance durable et non inflationniste respectant l'environnement, un haut degré de convergence des performances économiques, un niveau d'emploi et de protection sociale élevé, le relèvement du niveau et de la qualité de vie, la cohésion économique et sociale et la solidarité entre les États membres ».
Le paragraphe 3 liste les politiques et actions relevant de la Communauté européenne.
Le paragraphe 4 précise les contours de l'union économique et monétaire instaurée par le traité : étroite coordination des politiques économiques des États membres, respect du principe d'une économie de marché ouverte où la concurrence est libre, instauration par étapes d'une monnaie unique, conduite d'une politique monétaire et d'une politique de change uniques et respect des principes directeurs suivants: prix stables, finances publiques et conditions monétaires saines et balance des paiements stable. À cet effet, le paragraphe 7 institue un Système européen de banques centrales (SEBC), une Banque centrale européenne (BCE) et une Banque européenne d'investissement (BEI) dont les statuts sont annexés au traité.
Le paragraphe 5 énonce le principe de subsidiarité par lequel « la Communauté n'intervient, conformément au principe de subsidiarité, que si et dans la mesure où les objectifs de l'action envisagée ne peuvent pas être réalisés de manière suffisante par les États membres ».

#### Deuxième partie: la citoyenneté de l'Union
Une nouvelle deuxième partie est créée relative à « La citoyenneté de l'Union » au paragraphe 9 de l'article G qui dispose notamment que :
- Toute personne ayant la nationalité d'un État membre est citoyen de l'Union ;
- Tout citoyen de l'Union a le droit de circuler et de séjourner librement sur le territoire des États membres ;
- Tout citoyen de l'Union résidant dans un État membre dont il n'est pas ressortissant a le droit de vote et d'éligibilité aux élections municipales dans l'État membre où il réside, dans les mêmes conditions que les ressortissants de cet État.

#### Troisième partie: les politiques de la Communauté
Le traité apporte des modifications au traité de Rome de 1957, déjà modifié en profondeur en 1986 par l'Acte unique européen.
La Communauté européenne est compétente pour agir dans 17 domaines de politique européenne selon les dispositions prévues par les 17 titres de la troisième partie du traité, dont six domaines nouveaux : l'éducation, la formation professionnelle et la jeunesse, la culture, la santé publique, la protection des consommateurs, les réseaux transeuropéens et enfin l'industrie. Le traité institue l'Union économique et monétaire (UEM), permettant ainsi de passer à la réalisation de ses deuxième et troisième étapes prévues dans le rapport Delors. Sur ce point, le traité précise aussi les conditions du futur passage à la monnaie unique.
Comme la CECA et Euratom avec lesquels elle forme le premier pilier, la Communauté européenne fonctionne selon la méthode communautaire, par laquelle les États lui ont transféré tout ou partie selon les politiques de leur pouvoir législatif et réglementaire, lui conférant ainsi un pouvoir supranational. Pour certaines politiques dites « intégrées », comme la politique économique et monétaire, les décisions sont prises par les institutions communautaires, pour d'autres les décisions sont « partagées » entre la Communauté européenne et les États.
|                              | TCE (Maastricht)                                                                      | TCE (Maastricht) | TCE (Maastricht) | TCE (Maastricht) |
| TCEE                         | Domaines (libellé du TCE)                                                             | Partie 3 Titre   | Article          | § Art.G          |
| ---------------------------- | ------------------------------------------------------------------------------------- | ---------------- | ---------------- | ---------------- |
| P1 Art. 8 et P2 Titre I      | Libre circulation des marchandises                                                    | Titre I          | 9 à 37           |                  |
| P2 Titre II                  | Agriculture                                                                           | Titre II         | 38 à 47          |                  |
| P2 Titre III                 | Libre circulation des personnes, des services et des capitaux                         | Titre III        | 48 à 73          | 10 à 15          |
| P2 Titre IV                  | Transports                                                                            | Titre IV         | 74 à 84          | 16               |
| P3 Titre I                   | Règles communes sur la concurrence, la fiscalité et le rapprochement des législations | Titre V          | 85 à 102         | 17 à 24          |
| P3 Titre II Chap.1,2 et 3    | Politique économique et monétaire (Union économique et monétaire)                     | Titre VI         | 102A à 109M      | 25               |
| P3 Titre II Chap.4           | Politique commerciale commune                                                         | Titre VII        | 110 à 116        | 26 à 31          |
| P3 Titre III                 | Politique sociale et Fonds social européen                                            | Titre VIII       | 117 à 125        | 32 à 36          |
|                              | Education, formation professionnelle et jeunesse                                      | Titre VIII       | 126 à 127        | 32 à 36          |
| Culture                      | Titre IX                                                                              | 128              | 37               |                  |
| Santé publique               | Titre X                                                                               | 129              | 38               |                  |
| Protection des consommateurs | Titre XI                                                                              | 129A             | 38               |                  |
| Réseaux transeuropéens       | Titre XII                                                                             | 129B à 129D      | 38               |                  |
| Industrie                    | Titre XIII                                                                            | 130              | 38               |                  |
| P3 Titre IV                  | La Banque européenne d'investissement                                                 | déplacé          | 198D et E        |                  |
| P3 Titre V                   | Cohésion économique et sociale                                                        | Titre XIV        | 130A à 130E      | 38               |
| P3 Titre VI                  | Recherche et développement technologique                                              | Titre XV         | 130F à 130P      | 38               |
| P3 Titre VII                 | Environnement                                                                         | Titre XVI        | 130R à 130T      | 38               |
|                              | Coopération au développement                                                          | Titre XVII       | 130U à 130Y      | 38               |

#### Quatrième partie: l'association des pays et territoires d'outre-mer
Les articles relatifs à cette partie ne sont pas modifiés.

#### Cinquième partie: les institutions de la Communauté européenne
Le traité révise les pouvoirs et règles applicables aux institutions européennes. Il renforce le rôle du Parlement européen en créant une nouvelle procédure de codécision, qui permet au Parlement européen d'arrêter des actes conjointement avec le Conseil, et en associant le Parlement à la procédure d'investiture de la Commission. La durée du mandat de la Commission est portée de quatre à cinq ans dans le but de l'aligner sur celle du Parlement européen.
Comme l'Acte unique, ce traité élargit le recours au vote à la majorité qualifiée au sein du Conseil pour la plupart des décisions relevant de la procédure de codécision et pour toutes les décisions prises selon la procédure de coopération.
| TCEE                                     | TCE                                      | TCE                                      | TCE        | § G     |
| ---------------------------------------- | ---------------------------------------- | ---------------------------------------- | ---------- | ------- |
| Titre I - Dispositions institutionnelles | Titre I - Dispositions institutionnelles | Titre I - Dispositions institutionnelles | Article    |         |
| Chap. 1 Section 1                        | Chap. 1 Section 1                        | Parlement européen                       | 137 à 144  | 39 à 41 |
| Chap. 1 Section 2                        | Chap. 1 Section 2                        | Conseil de l'UE                          | 145 à 154  | 42 à 47 |
| Chap. 1 Section 3                        | Chap. 1 Section 3                        | Commission                               | 155 à 163  | 48      |
| Chap. 1 Section 4                        | Chap. 1 Section 4                        | Cour de justice                          | 164 à 188  | 49 à 58 |
|                                          | Chap. 1 Section 5                        | Cour des comptes                         | 188A à C   | 59      |
| Chap. 2                                  | Chap. 2                                  | Dispositions communes                    | 189 à 192  | 60 à 63 |
| Chap. 3                                  | Chap. 3                                  | Comité économique et social              | 193 à 198  | 64 à 66 |
|                                          | Chap. 4                                  | Comité des régions                       | 198A à C   | 67      |
| Partie 3 Titre IV                        | Chap. 5                                  | Banque européenne d'investissement       | 198D à E   | 68      |
| Titre II - Dispositions financières      | Titre II - Dispositions financières      | Titre II - Dispositions financières      | 199 à 209A | 69 à 77 |

### Modifications des traités relatifs à la CECA et à EURATOM
Le traité de Maastricht apporte des modifications plus mineures aux traités relatifs aux deux autres Communautés européennes, la CECA (Article H) et Euratom (Article I) touchant les institutions qui les gouvernent afin d'instaurer un cadre institutionnel unique.

### Politique étrangère et de sécurité commune
L'Article J du traité institue une politique étrangère et de sécurité commune qui inclut l'ensemble des questions relatives à la sécurité de l'Union européenne, y compris la définition à terme d'une politique de défense commune, qui pourrait conduire, le moment venu, à une défense commune. Les dispositions du traité (titre V) permettent aux États membres d'entreprendre des actions communes en matière de politique étrangère selon un processus de décision intergouvernemental qui nécessite le plus souvent l'unanimité des États membres et dans lequel le Conseil européen et le Conseil de l'UE concentrent les décisions.

### Coopération dans les domaines de la justice et des affaires intérieures
L'Article K du traité instaure une coopération dans les domaines de la justice et des affaires intérieures dans l'objectif de permettre la libre circulation des personnes au sein de l'Union tout en offrant un niveau élevé de protection. Le traité liste les questions d'intérêt commun qui peuvent faire l'objet d'actions communes selon un processus de décision intergouvernemental, parmi lesquels les conditions d'entrée, de circulation et de séjour des ressortissants des pays tiers sur le territoire des États membres de l'Union, la lutte contre l'immigration irrégulière, la toxicomanie et la fraude internationale, et la coopération judiciaire et douanière.

## Conséquences du traité
En France, le référendum a durablement divisé l'opinion.
Si le traité a permis l’avènement de l'Union européenne et de la citoyenneté européenne, après trente années de fonctionnement certaines lacunes subsistent comme un manque de démocratie.
Le traité a permis avec succès l’Union économique et monétaire et la création de l'euro et la lutte contre l'inflation mais n'a pas permis d’homogénéiser des trajectoires économiques divergentes.
Le traité a aussi soutenu l’égalité entre les hommes et les femmes, l’intégration des personnes exclues du marché du travail et la sécurité sociale et le chômage partiel.
Les objectifs de sécurité collective n’ont pas été atteints avec des divergences dans les domaines de la politique étrangère et de sécurité commune, mais aussi dans le domaine de la subsidiarité.

## Sources

#### Textes des traités de l'Union européenne
- Traité instituant la Communauté économique européenne, 1957 (lire en ligne).
- Acte unique européen, 1986 (lire en ligne).
- Traité de Maastricht, 1992 (lire en ligne).
- Traité instituant la Communauté européenne : version consolidée, 31 août 1992 (lire en ligne).
- Traité instituant la Communauté européenne : version consolidée, 10 novembre 1997 (lire en ligne).
- Traité sur l'Union européenne et Traité sur le fonctionnement de l'Union européenne : versions consolidées, 2012 (lire en ligne).

#### Documents publiés par l'Union européenne
- Traité de Rome (CEE), 1957 (lire en ligne).
- L'Acte unique européen, 1986 (lire en ligne).
- Traité de Maastricht sur l'Union européenne, 1991 (lire en ligne).

#### Autres documents
- Union européenne (lire en ligne).
- L'Union économique et monétaire: origine, fonctionnement et futur (lire en ligne).
- Jean-Pierre Chevènement, Le Bêtisier de Maastricht, 1997.